# Франклін Дж. Дікман
Франклін Дж. Дікман (28 серпня 1828 — 12 лютого 1908) був американським політиком-республіканцем з Огайо, який служив членом Палати представників штату і працював суддею Верховного суду Огайо з 1886 по 1895 рік.
Франклін Дікман народився 28 серпня 1828 року в Пітерсбергу (Вірджинія).  У шістнадцять років він вступив до Браунського університет в Провіденсі, штат Род-Айленд, де здобув вищу освіту. Після цього він вивчав право під керівництвом Чарльза С. Бредлі та відкрив власну юридичну практику в Провіденсі.  У 1857 році він балотувався на посаду генерального прокурора Род-Айленда від Демократичної партії, але програв на загальних виборах. У 1858 році був призначений членом Ради відвідувачів Військової академії США і обраним секретарем. Він є автором відомого звіту правління. У 1858 році він переїхав до Клівленда, штат Огайо, і став республіканцем під час громадянської війни в США. 
У 1861 році він представляв округ Каягога в Палаті представників Огайо на 55-й Генеральній асамблеї (1862—1863)  як демократ. 24 грудня 1862 року Дікман одружився з Анною Е. Ніл з Колумбуса ,з якою мав чотирьох дітей. Наприкінці своєї каденції він створив партнерство з Руфусом П. Сполдінгом, яке тривало до 1875 року 
У 1867 році президент Ендрю Джонсон призначив Дікмана окружним прокурором США для Північного округу Огайо, але він пішов у відставку в 1869 році. У 1883 році Дікмана було призначено членом Комісії Верховного суду Огайо на два роки.  У 1886 році губернатор Джосеф Б. Форейкер призначив його на вакантну посаду судді Верховного суду Огайо.  У 1887 році Дікман переміг демократа Вергіла П. Клайна на решту терміну , а в 1889 році він здобув повний п'ятирічний термін перемігши демократа Мартіном Дьюї Фоллеттом.  На з'їзді республіканців штату в 1894 році він програв Джону Аллену Шоку в боротьбі за номінацію.  Дікман помер 12 лютого 1908 року в Клівленді і був похований на цвинтарі Лейк-В'ю.